# Saligny (Vendée)
Pour les articles homonymes, voir Saligny.
Saligny est une ancienne commune française située dans le département de la Vendée en région Pays-de-la-Loire.
Avec Belleville-sur-Vie, elle devient, au 1er janvier 2016, une commune déléguée de Bellevigny.

## Géographie

### Localisation
Le territoire municipal de Saligny s'étend sur 2 373 hectares. L'altitude moyenne de la commune est de 73 mètres, avec des niveaux fluctuant entre 47 et 91 mètres,.
Saligny est située à 15 km au nord de La Roche-sur-Yon et 50 km au sud de Nantes.

## Toponymie
Le toponyme Saligny est probablement probablement issu du nom d'homme latin Sallinius, suivi du suffixe -acum, c'est-à-dire *Salliniacum fundus « le domaine de Sallinius » ; de nombreux toponymes tirent ainsi leur origine du nom de leur propriétaire à la fin de l'époque gallo-romaine, lorsqu'il est établi un cadastre. On retrouve des lieux ayant la même étymologie dans plusieurs endroits en France (Salignac, Saligney, etc.).

## Histoire
En 1639, Saligny était une paroisse très prospère de 1 200 habitants, lorsque fut construit le prieuré en face de l'église. À l'époque, le prieuré de Saligny supervisait celui de Belleville-sur-Vie, qui ne comptait alors que 250 habitants. 
Au cours de la Révolution française, la paroisse subit des dégâts. Au mois de janvier 1794, François de Charette est à Saligny quand il apprend la prise de Noirmoutier.

## Politique et administration

### Liste des maires
| Période                                  | Période          | Identité                       | Étiquette | Qualité                                                |
| ---------------------------------------- | ---------------- | ------------------------------ | --------- | ------------------------------------------------------ |
| Les données manquantes sont à compléter. |                  |                                |           |                                                        |
| 1917                                     | 1947             | Alexandre Lunard (1867-1958)   |           | Forgeron                                               |
| 1947                                     | mars 1965        | M. Delaunay                    |           |                                                        |
| mars 1965                                | mars 1983        | Hélène de La Roche-Saint-André |           |                                                        |
| mars 1983                                | juin 1995        | Claude Hamel                   |           | Officier de la Marine nationale retraité               |
| juin 1995                                | 31 décembre 2015 | Jacky Rotureau                 | DVD       | Cadre bancaire Vice-président de la CC Vie et Boulogne |

### Liste des maires délégués
| Période                                  | Période  | Identité       | Étiquette | Qualité                         |
| ---------------------------------------- | -------- | -------------- | --------- | ------------------------------- |
| 5 janvier 2016,                          | En cours | Jacky Rotureau |           | Réélu pour la période 2023-2026 |
| Les données manquantes sont à compléter. |          |                |           |                                 |

## La Fête de la brouette
Tous les ans, le 15 août, la Fête de la brouette est organisée par le comité des fêtes. Cette fête propose un relais de course de brouette tout autour de la commune.
Les brouettes peuvent être modifiées à leur guise, elles doivent juste respecter la règle suivante : deux manches, une roue.
Une personne de l'équipe doit en permanence être dans la brouette.
La course dure plusieurs heures.

## Démographie

### Évolution démographique
L'évolution du nombre d'habitants est connue à travers les recensements de la population effectués dans la commune depuis 1800. À partir du 1er janvier 2009, les populations légales des communes sont publiées annuellement dans le cadre d'un recensement qui repose désormais sur une collecte d'information annuelle, concernant successivement tous les territoires communaux au cours d'une période de cinq ans. 
Pour les communes de moins de 10 000 habitants, une enquête de recensement portant sur toute la population est réalisée tous les cinq ans, les populations légales des années intermédiaires étant quant à elles estimées par interpolation ou extrapolation. Pour la commune, le premier recensement exhaustif entrant dans le cadre du nouveau dispositif a été réalisé en 2008,.
En 2015, la commune comptait 2 008 habitants, en évolution de +20,6 % par rapport à 2008 (Vendée : +5,7 %, France hors Mayotte : +2,49 %).
| 1800 | 1806 | 1821 | 1831 | 1836 | 1841 | 1846 | 1851 | 1856  |
| ---- | ---- | ---- | ---- | ---- | ---- | ---- | ---- | ----- |
| 477  | 583  | 755  | 830  | 803  | 820  | 885  | 988  | 1 020 |

| 1861  | 1866  | 1872  | 1876  | 1881  | 1886  | 1891  | 1896  | 1901  |
| ----- | ----- | ----- | ----- | ----- | ----- | ----- | ----- | ----- |
| 1 102 | 1 252 | 1 168 | 1 186 | 1 164 | 1 179 | 1 196 | 1 218 | 1 206 |

| 1906  | 1911  | 1921 | 1926 | 1931 | 1936 | 1946 | 1954 | 1962 |
| ----- | ----- | ---- | ---- | ---- | ---- | ---- | ---- | ---- |
| 1 184 | 1 124 | 989  | 972  | 947  | 897  | 903  | 882  | 903  |

| 1968 | 1975 | 1982 | 1990  | 1999  | 2008  | 2013  | - | - |
| ---- | ---- | ---- | ----- | ----- | ----- | ----- | - | - |
| 914  | 830  | 922  | 1 033 | 1 185 | 1 665 | 1 938 | - | - |

### Pyramide des âges
La population de la commune est relativement jeune. Le taux de personnes d'un âge supérieur à 60 ans (11,3 %) est en effet inférieur au taux national (21,6 %) et au taux départemental (25,1 %).
Contrairement aux répartitions nationale et départementale, la population masculine de la commune est supérieure à la population féminine (52 % contre 48,4 % au niveau national et 49 % au niveau départemental).
La répartition de la population de la commune par tranches d'âge est, en 2007, la suivante :
- 52 % d’hommes (0 à 14 ans = 25,4 %, 15 à 29 ans = 18 %, 30 à 44 ans = 28,5 %, 45 à 59 ans = 17,4 %, plus de 60 ans = 10,7 %) ;
- 48 % de femmes (0 à 14 ans = 25 %, 15 à 29 ans = 18,5 %, 30 à 44 ans = 26,9 %, 45 à 59 ans = 17,5 %, plus de 60 ans = 12 %).

| Hommes | Classe d’âge | Femmes |
| ------ | ------------ | ------ |
| 0,1    | 90 ans ou +  | 0,1    |
| 2,7    | 75 à 89 ans  | 4,8    |
| 7,9    | 60 à 74 ans  | 7,1    |
| 17,4   | 45 à 59 ans  | 17,5   |
| 28,5   | 30 à 44 ans  | 26,9   |
| 18,0   | 15 à 29 ans  | 18,5   |
| 25,4   | 0 à 14 ans   | 25,0   |

| Hommes | Classe d’âge | Femmes |
| ------ | ------------ | ------ |
| 0,4    | 90 ans ou +  | 1,2    |
| 7,3    | 75 à 89 ans  | 10,6   |
| 14,9   | 60 à 74 ans  | 15,7   |
| 20,9   | 45 à 59 ans  | 20,2   |
| 20,4   | 30 à 44 ans  | 19,3   |
| 17,3   | 15 à 29 ans  | 15,5   |
| 18,9   | 0 à 14 ans   | 17,4   |

## Lieux et monuments
- L'église Notre-Dame-de-l'Assomption de style néogothique, reconstruite de 1860 à 1890 sur des plans établis en 1855. La première réfection de la flèche de l'église a été effectuée en 1915, une seconde réfection a eu lieu en 2008.
- La maison forte et tour de la Rochette (aujourd'hui une habitation).
- L'ancien prieuré daté de 1639.
- La maison forte de la Mortayère datée de 1650.
- Le monument aux morts de la Première Guerre mondiale construit en 1922.

## Personnalités liées à la commune
- François Prudent Hervouët de La Robrie, mort lors de la bataille des Landes de Béjarry puis enterré à Saligny
- Jean Martineau, ancien député de Loire-Inférieure, né à Saligny
- Joseph Auré, ancien coureur cycliste, né à Saligny

## Pour approfondir